# Lepisiota arabica
Lepisiota arabica är en myrart som först beskrevs av Cedric A. Collingwood 1985.  Lepisiota arabica ingår i släktet Lepisiota och familjen myror. Inga underarter finns listade i Catalogue of Life.